# Западна Канада
Западна Канада (енгл. Western Canada), такође позната као западне покрајине, а најпознатија као Запад, је регион Канаде који укључује четири провинције Алберта, Британску Колумбију, Манитобу и Саскачеван. Британска Колумбија се културно, економски, географски и политички разликује од осталих делова западне Канаде и често се назива „западном обалом“ или „пацифичком Канадом“, док Алберта, Саскачеван и Манитоба понекад заједно чине подскуп као преријске провинције (обично познате као „Прерија“).

## Главни градови
Главни градови четири западне провинције, од запада према истоку, су Викторија (Британска Колумбија), Едмонтон (Алберта), Реџајна (Саскачеван) и Винипег (Манитоба). Са изузетком Винипега, који је највећи град у Манитоби, све остале провинцијске престонице западних провинција налазе се у другим по величини градским областима њихове провинције.

## Уставна историја
Западна Канада је традиционална територија бројних првих нација која претходи доласку Европљана. Док је Британија колонизовала запад, успоставила је уговоре са разним првим народима, преузела контролу над другим областима без противљења и борила се са другим првим народима да преузме контролу над западном Канадом. Прве нације нису све земље препустиле британској контроли, а потраживања земљишта још увек трају.
Године 1858. британска влада основала је колонију Британска Колумбија, управљајући оним делом Канаде који је још увек познат под називом Британска Колумбија. Британска влада је такође основала компанију Hudson's Bay која је контролисала већину садашњег подручја западне Канаде, северног Онтарија и северног Квебека, подручја познатог као Рупертова земља и северозападна територија. Године 1870. британска влада пренела је земље компаније у Канаду. Подручје западне Канаде која није унутар Британске Колумбије основано је као северозападне територије под канадском контролом. Западно-канадске провинције, осим Британске Колумбије, основане су из подручја северозападних територија:
- Манитоба је основана као провинција Канаде 1870. године, након доношења закона о Манитоби.[3][4]
- Британска Колумбија: Под условима да ће Канада апсорбовати дуг колоније, почети субвенционисати јавни рад и почети градити железницу која омогућава путовање од Британске Колумбије до Онтарија, Британска Колумбија је пристала да се придружи канадској конфедерацији 1871.[5]
- Саскачеван: Основана као провинција 1905. године, применом закона Саскачеван.[6]
- Алберта: Године 1905, исте године када и Саскачеван, Алберта је такође основана као провинција. Баш као што је Саскачеван имао закон Саскачеван, тако је и Алберта имала закон Алберте.[7]

## Демографија
Према попису становништва из 2016. године, укупна популација западне Канаде износила је скоро 11,1 милиона, укључујући приближно 4,65 милиона у Британској Колумбији, 4,07 милиона у Алберти, 1,1 милиона у Саскачевану и 1,28 милиона у Манитоби. Ово представља 31,5% становништва Канаде. Док Ванкувер служи као највеће градско подручје у западној Канади са скоро 2,5 милиона људи, Калгари служи као највећа општина са преко 1,2 милиона људи.

### Попис градских подручја
Од пописа становништва 2016. године, канадска статистика је препознала десет градских подручја пописа у западној Канади, укључујући четири у Британској Колумбији, три у Алберти, две у Саскачевану и једну у Манитоби. Следи списак ових подручја и њиховог становништва од 2016. године.
Од 2011. до 2016. године, најбрже растући светски савез подводних активности у земљи су пет лоцираних у Алберти и Саскачевану: Калгари (+14,6%), Едмонтон (+13,9%), Саскатун (+12,5%), Реџајна (+11,8%) и Летбриџ (+10,8%). То су биле једине светске савезне подводне активности у земљи који су забележили раст преко 10%. Три најбрже растућа светска савеза подводних активности су Калгари, Едмонтон и Саскатун.
| Име       | Популација (2016) | Национални ранг |
| --------- | ----------------- | --------------- |
| Ванкувер  | 2,463,431         | 3               |
| Калгари   | 1,392,609         | 4               |
| Едмонтон  | 1,321,426         | 6               |
| Винипег   | 778,489           | 8               |
| Викторија | 367,770           | 15              |
| Саскатун  | 295,095           | 17              |
| Реџајна   | 236,481           | 18              |
| Келоуна   | 194,882           | 22              |
| Аботсфорд | 180,518           | 23              |
| Летбриџ   | 117,394           | 34              |

## Географија
Западну Канаду чине четири најзападније провинције у земљи: Британска Колумбија, Алберта, Саскачеван и Манитоба. Простире се на 2,9 милиона квадратних километара, готово 29% канадске копнене површине. Британска Колумбија се на западу придружила Тихом океану, док Манитоба има обалу у заливу Хадсон на североистоку провинције. И Алберта и Саскачеван су континенталне земље, између Британске Колумбије и Манитобе.
Канадске прерије део су простране седиментне равнице која покрива већи део Алберте, јужног Саскачевана и југозападне Манитобе. Прерије чине значајан део копнене површине западне Канаде. Равнице генерално описују пространства углавном равног, обрадивог пољопривредног земљишта које одржава опсежне пољопривредне операције у јужном делу провинција. Упркос томе, нека подручја су прилично брдовита, а преријске провинције садрже велике површине шума попут шума средње континенталне Канаде.
У Алберти и Британској Колумбији, канадску Кордиљеру ограничавају Стеновите планине на истоку и Тихи океан на западу.
Канадске Стеновите планине део су велике континенталне поделе која се простире на северу и југу кроз западну Северну Америку и западну Јужну Америку. Континентална подела, такође, дефинише већи део границе између Алберте и Британске Колумбије. Реке Колумбија и Фрејзер имају извориште у канадским Стеновитим планинама и друга су и трећа по величини реке које се одводе на западну обалу Северне Америке. Западно од њихових изворишта, преко каменитог планинског рова, налази се други појас планина, планине Колумбија. 

### Клима
Обала Британске Колумбије има умерену океанску климу због утицаја Тихог океана. Зиме су обично влажне, а лета релативно сува. Ова подручја имају најблаже зимско време у целој Канади, јер температуре ретко падају знатно испод ознаке смрзавања. Планинска унутрашњост провинције је сувља и хладније зиме, али доживљава врућа лета него умеренија приморска подручја. Литон, мали град који се налази на ушћу реке Томпсон у реку Фрејзер, забележио је другу најтоплију температуру у Канади од 44 °C (111 °F), примећено 16. и 17. јула 1941. Лети се редовно назива жаришном тачком Канаде, а температуре лако досежу средину до највиших 30 °C у јулу и августу, а понекад и до 40 °C (104 °F).
Алберта има суву континенталну климу са топлим летима и хладним зимама. Покрајина је отворена са хладним арктичким временским системима са севера, који зими често стварају изузетно хладне услове. Зиме су углавном прилично хладне, мада нека подручја могу искусити феномен познат као „чинук“, где топли ветрови привремено подижу зимске температуре. Супротно томе, лета могу да варирају од хладног до топлог и углавном су влажнија.
Саскачеван и Манитоба имају континенталну климу и доживљавају екстремне временске услове. Зиме у обе провинције могу се класификовати као оштре са арктичким ветровима и −40 °C (−40 °F) могуће температуре. Зимске температуре у обе провинције су у просеку између −10 и −15 °C. Насупрот томе, лета могу бити врућа са температурама већим од 35 °C (95 °F) најмање једном годишње на већини локација. Најтоплија температура икад забележена у Канади била је 45 °C (113 °F), примећено 1937. године на метеоролошким станицама Саскачевана и Мидале. 
| Град      | Јул (°C) | Јул (°F) | Јануар (°C) | Јануар (°F) |
| --------- | -------- | -------- | ----------- | ----------- |
| Калгари   | 23/9     | 73/48    | −1/−13      | 27/5        |
| Едмонтон  | 23/12    | 73/54    | −6/−14      | 21/5        |
| Реџајна   | 26/11    | 79/52    | -10 / -22   | 14 / -8     |
| Саскатун  | 25/11    | 77/52    | -12 / -22   | 10 / -8     |
| Винипег   | 26/13    | 79/55    | −13 / −20   | 9 / −4      |
| Ванкоувер | 22/13    | 71/54    | 6/1         | 43/33       |
| Викторија | 22/11    | 71/51    | 7/1         | 44/33       |

## Политика

### Савезна политика
У канадској политици конзервативни наклони западних Канађана познати су већ дуже време, насупрот већим тенденцијама да се кандидати из Либералне партије Канаде или Нове демократске странке бирају у централној и атлантској Канади. Изузеци постоје, посебно у Британској Колумбији, као и у преријском граду Винипегу, и тамо где су места Либералне странке. Социјалдемократске партије настале су у канадским преријама, градовима рудника и целулозе и железничким камповима Британске Колумбије и има историју подршке у Манитоби и Британској Колумбији.
Западне провинције у парламенту Канаде представљају 104 члана парламента (посланици) у Доњем дому (Британска Колумбија 42, Алберта 34, Саскачеван и Манитоба по 14) и 24 сенатора (по 6 из сваке провинције). Тренутно су од 104 западна посланика у заједници, 71 конзервативци, нове демократе и либерали имају 15 места, два су зелена, а један независни.
| Име странке | Име странке      | Име странке | Британска Колумбија | Алберта | Саскачеван | Манитоба | Укупно |
| ----------- | ---------------- | ----------- | ------------------- | ------- | ---------- | -------- | ------ |
|             | Либерална        | Број места: | 11                  | -       | -          | 4        | 15     |
| Гласови:    | Либерална        | 26.1        | 13.7                | 11.6    | 26.2       | –        |        |
|             | Конзервативна    | Број места: | 17                  | 33      | 14         | 7        | 71     |
| Гласови:    | Конзервативна    | 34.0        | 69.2                | 64.3    | 45.8       | –        |        |
|             | Нова демократска | Број места: | 11                  | 1       | -          | 3        | 14     |
| Гласови:    | Нова демократска | 24.4        | 11.5                | 19.5    | 20.6       | –        |        |
|             | Зелена           | Број места: | 2                   | –       | –          | –        | 1      |
| Гласови:    | Зелена           | 12.4        | 2.8                 | 2.5     | 5.0        | –        |        |
|             | Независни        | Број места: | 1                   | –       | –          | –        | 1      |
| Гласови:    | Независни        | 1.1         | 0.1                 | 0.2     | 0.2        | –        |        |
| Укупно      | Укупно           | Укупно      | 42                  | 34      | 14         | 14       | 104    |

### Покрајинска политика
Што се тиче провинцијске политике, од маја 2001. до јуна 2017. године, Либерална странка формирала је покрајинску владу у Британској Колумбији, мада упркос томе што то име није формално повезано са савезном Либералном странком и широко се сматра конзервативном по својој природи и састоји се од елемената десничарске конзервативне странке, укључујући многе бивше присталице Реформне странке. После покрајинских избора 2017. године у Британској Колумбији, Нова демократска странка Британске Колумбије формирала је мањинску владу уз подршку Зелене странке, после пораза владе Либералне странке Кристи Кларк, гласањем о поверењу у законодавном телу. Манитоба има већинску конзервативну владу, као и Саскачеван. Уједињена конзервативна странка држи већински владу у Алберти.

Од најмање 1930-их, економски услови су допринели нето емиграцији из Манитобе и Саскачевана у Алберту и Британску Колумбију, што је генерално пружало веће могућности запошљавања и виши животни стандард. Становништво Саскачевана само је мало веће него 1931. године. Овај тренд нето емиграције у обе провинције преокреће се због нижих животних трошкова од Алберте и Британске Колумбије. 
- Покрајинска законодавна тела
- Законодавно тело Британске Колумбије. Зелени, Либерали и Нова демократска странка су представљени зеленом, црвеном и наранџастом бојом.
- Законодавно тело Алберте. Нова демократска странка и Уједињени конзервативци су представљени наранџастом, односно тамноплавом бојом.
- Саскачеваново законодавно тело. Нову демократску странку и Саскачеванску странку представљају наранџасто и зелено.
- Законодавно тело Манитобе. Либерале, Нове демократске странке и напредне конзервативце представљају црвена, наранџаста и плава боја.

### Западно отуђење
Западно отуђење односи се на идеју да је западна Канада економски и политички искључена из остатка Канаде.

## Реформа сената
Запад је био најгласнији у позивима на реформу сената, у којем неки сматрају Онтарио, Квебек и посебно Атлантску Канаду прекомерно заступљеним. Само становништво Онтарија (13,1 милион) премашује становништво свих западних провинција заједно. Укупан број становника атлантске Канаде, међутим, износи 2,3 милиона, а овај регион представља 30 сенатора. Према томе, Онтарио је недовољно заступљен, Квебек има заступљеност пропорционално броју становника, а атлантске провинције су презаступљене. Западњаци се залажу за такозвани Triple-E Senate, који се залаже за „једнак, изабран, ефикасан“. Они сматрају да је за свих 10 провинција додељен једнак број сенатора, ако су ти сенатори изабрани, уместо именовани, и ако је сенат тело које има директнију политичку моћ (на пример путем аранжмана сличнијег структури аустралијског сената или Сједињених Америчких Држава, а не модел Уједињеног Краљевства), тада би њихов регион имао више проблема на савезном нивоу. Остали западњаци сматрају да је овај приступ поједностављен и залажу се за задржавање статуса кво или могу подржати друге моделе за реформу сената. Комбинација свих ових питања довела је до концепта познатог као западно отуђење, као и позиви ка независности Западне Канаде од стране различитих рубних група.

## Економија
Енергија и пољопривреда су доминантне индустрије западне Канаде, а овај регион, са само 11 милиона становника, један је од највећих светских нето извозника енергије и пољопривредних производа.
Енергија:
- Нафта (13% светских резерви; 4% светске производње)
- Уранијум (8% светских резерви; 20% светске производње)

Пољопривреда:
- Калијумска ђубрива (60% светских резерви; 30% светске производње)
- Пшеница, груба зрна, уљана репица (21% светског извозног тржишта за пшеницу; 10% за уљану репицу)
- Обрадиво земљиште (80% од укупног броја канадских становника)

## Даље читање
- Felske, Lorry W; Beverly Jean Rasporich (2004), Challenging frontiers: the Canadian west, University of Calgary Press, ISBN 1-55238-140-4
- Gardner, Matthew (2008), Western Canada, Footprint, ISBN 1906098263